# The Velvet Rope
A The Velvet Rope című album Janet Jackson amerikai énekesnő hatodik stúdióalbuma. Négy évvel Janet előző stúdióalbuma, a janet. után jelent meg. Témában folytatja az előző albumot, sok dal érzéki töltetű, de az egész album hangvétele sötétebb (Janet depressziótól szenvedett az album készítése körüli időkben). Témái közt előfordul a magány, az alacsony önbizalom, a házastársi erőszak, a leszbikusság, a homofóbia, az internetes távkapcsolat. Az albumborító képei közt is több az erotikus jellegű, van, ami megkötözve ábrázolja az énekesnőt, van, ami mellpiercinggel.
Az album címe („bársonykötél”) arra a kötélre utal, amivel visszatartják a rajongókat, amikor egy sztár jelen van; átvitt értelemben arra utal, hogy mindenkinek szüksége van arra, hogy időnként visszahúzódjon és egyedül legyen. Az album hat kislemeze közül több is nagy sláger lett, Európában főként a második kislemez, a Together Again. 2020-ban Minden idők 500 legjobb albuma listán 318. helyen szerepelt.

## Fogadtatása
Az album egy hétig vezette az amerikai slágerlistát, és háromszoros platinalemez lett, de nem kelt el belőle annyi, mint a janet.-ből. Több kislemeze nagy sikert aratott: a Got ‘Til It’s Gone-t, ami egy Joni Mitchell-számból használ fel részletet, gyakran játszották a rádiók, bár a Billboard Hot 100-ra nem kerülhetett fel, mert az USA-ban nem jelent meg kereskedelmi forgalomban lévő kislemezen. A második kislemez, a Together Again a nemzetközi piacon Janet legsikeresebb száma; a kedvező fogadtatás miatt az énekesnő több változatban is felvette, ezek nem remixek, hanem a dal teljesen új változatai más-más stílusban. A harmadik, I Get Lonely című kislemez is nagy sikert aratott, a további kislemezek azonban már csak mérsékelten lettek sikeresek.
Az albumot reklámozandó Janet világkörüli turnéra indult. A Velvet Rope turné koncertjei nagy sikert arattak, csak Európában harminckét telt házas koncertre került sor.

## Dalok
Az albumon tizenhat (a japán kiadáson tizenhét) dal hallható. Köztük – mint az Jackson albumainál megszokott – gyakran vannak ún. átvezető szövegek, melyek kihangsúlyozzák az utánuk következő dalok témáját. A konzervatív csoportok nemtetszését különösen a My Need előtt hallható Speaker Phone című közjáték váltotta ki, melyben Janet telefonszexet szimulál. A Together Again előtti Memory című közjátékban Janet azt mondja, hogy „nem kell megőrizned a fájdalmat, ha meg akarod őrizni az emlékeket”; a Special előtt hallható Sad című közjátékban pedig megjegyzi: „Nincs rosszabb, mint amikor mindened megvan, mégis szomorú vagy.”
- Velvet Rope: Az album első dala egyben megadja az album témáját, elmagyarázza a címet. Vanessa-Mae hegedül benne.
- You: A dal arról szól, hogy merjünk önmagunk lenni, és hibáinkért csak önmagunkat okolhatjuk. Feltételezték, hogy Janet bátyjáról, Michael Jacksonról szól, Janet azonban azt nyilatkozta, önmagáról írta a dalt.
- Got ‘Til It’s Gone: A dal Joni Mitchell Big Yellow Taxi című számából használ fel részletet, és Q-Tip rappel benne. Arról szól a dal, hogy sokszor nem jövünk rá, mi jelent sokat nekünk, amíg el nem veszítjük.
- My Need: Egy erotikus hangvételű dal.
- Go Deep: Vidám, bulizós hangulatú dal.
- Free Xone: A homofóbiaellenes dal egy férfiról szól, akivel durván bánik utastársa a repülőn, miután megtudja róla, hogy meleg.
- Together Again: Ezt a dalt Janet az AIDS-ben elhunyt barátaihoz írta, különös módon mégis az egyik legoptimistább dal az albumon; arról szól, hogy egy nap mind együtt leszünk elhunyt szeretteinkkel.
- Empty: Az internetes távkapcsolatok izgalmáról és ürességéről szól.
- What About: Egy nőről szól, akit a partnere fizikailag és érzelmileg is bántalmaz, de a nő végül összeszedi a bátorságát, hogy megmondja a magáét.
- Every Time: Egy lassú szám, arról szól, hogy Janet fél újra szerelmes lenni, mert túl sokszor megégette magát.
- Tonight’s the Night: Rod Stewart 1976-os számának feldolgozása. Mivel Janet nem változtatta meg a szöveget, ő is egy lányhoz énekli, így leszbikus felhangokat kapott a dal.
- I Get Lonely: Egy elveszett szerelemről és a magányról szól.
- Rope Burn és Anything: Két erotikus dal.
- Special: Arról szól, hogy sose felejtsük el, hogy mindannyian különlegesek vagyunk.
- Can’t Be Stopped: A Special után hallható rejtett dal témájában az előző dal folytatása, azt jelenti ki, hogy mindenre képesek vagyunk, ha akarjuk.
- God’s Stepchild: A dal csak a japán kiadáson található; szintén „önbizalomnövelő” dal.

## Díjak
| American Music Award - Legjobb női soul/R&B előadó Grammy-díj - Legjobb rövid formátumú videóklip (Got ‘Til It’s Gone) Billboard Music Award - Az év női R&B-előadója Soul Train Music Award - Lena Horne-díj Blockbuster Entertainment Award - Legjobb női R&B-előadó | GLAAD Media Award - Kiemelkedő album MTV Europe Music Award - Legjobb női előadó VH-1 Fashion Award - Legstílusosabb videóklip (Got ‘Til It’s Gone) BMI Pop Awards - Legtöbbet játszott dal: I Get Lonely - Legtöbbet játszott dal: Together Again World Music Awards - Legenda-díj kiemelkedő pop- & R&B-zenei karrierért |

## Számlista
| #                                  | Cím                                                | Szerzők | Hossz |
| ---------------------------------- | -------------------------------------------------- | --- | ----- |
| 1.                                 | Interlude – Twisted Elegance                       | Janet Jackson, James Harris, Terry Lewis, René Elizondo                                                                                  | 0:41  |
| 2.                                 | Velvet Rope                                        | Jackson, Harris, Lewis, Elizondo, Malcolm McLaren, Trevor Horn, Mike Oldfield                                                            | 4:55  |
| 3.                                 | You                                                | Jackson, Harris, Lewis, Elizondo, Harold Brown, Sylvester Allen, Morris Dickerson, Howard Scott, Leroy Jordan, Lee Oskar, Charles Miller | 4:42  |
| 4.                                 | Got ‘Til It’s Gone                                 | Jackson, Harris, Lewis, Elizondo, Joni Mitchell, Kamaal Ibn Fareed                                                                       | 6:01  |
| 5.                                 | Interlude – Speaker Phone                          | Jackson, Harris, Lewis, Elizondo, | 0:54  |
| 6.                                 | My Need                                            | Jackson, Harris, Lewis, Elizondo, Marylin McLeod, Pamela Sawyer, Nickolas Ashford, Valerie Simpson                                       | 3:44  |
| 7.                                 | Interlude – Fasten Your Seatbelts                  | Jackson, Harris, Lewis, Elizondo, | 0:19  |
| 8.                                 | Go Deep                                            | Jackson, Harris, Lewis, Elizondo, | 4:42  |
| 9.                                 | Free Xone                                          | Jackson, Harris, Lewis, Elizondo, James Brown, Billy Buttler, Archie Bell, Michael Hepburn                                               | 4:57  |
| 10.                                | Interlude – Memory                                 | Jackson, Harris, Lewis, Elizondo | 0:04  |
| 11.                                | Together Again                                     | Jackson, Harris, Lewis, Elizondo | 5:01  |
| 12.                                | Interlude – Online                                 | Jackson, Harris, Lewis, Elizondo | 0:19  |
| 13.                                | Empty                                              | Jackson, Harris, Lewis, Elizondo | 4:32  |
| 14.                                | Interlude – Full                                   | Jackson, Harris, Lewis, Elizondo | 0:12  |
| 15.                                | What About                                         | Jackson, Harris, Lewis, Elizondo | 4:24  |
| 16.                                | Every Time                                         | Jackson, Harris, Lewis, Elizondo | 4:17  |
| 17.                                | Tonight’s the Night                                | Rod Stewart | 5:07  |
| 18.                                | I Get Lonely                                       | Jackson, Harris, Lewis, Elizondo | 5:17  |
| 19.                                | Rope Burn                                          | Jackson, Harris, Lewis, Elizondo | 4:15  |
| 20.                                | Anything                                           | Jackson, Harris, Lewis, Elizondo | 4:54  |
| 21.                                | Interlude – Sad                                    | Jackson, Harris, Lewis, Elizondo | 0:10  |
| 22.                                | Special / Can‘t Be Stopped                         | Jackson, Harris, Lewis, Elizondo | 3:30; |
| Japán kiadás                       |                                                    | |       |
| 22.                                | Special                                            | Jackson, Harris, Lewis, Elizondo | 3:32  |
| 23.                                | God’s Stepchild / Can’t Be Stopped                 | Jackson, Harris, Lewis, Elizondo |       |
| Australian Tour Edition, bónusz CD |                                                    | |       |
| 1.                                 | Got ‘Til It’s Gone (Armand Van Helden Bonus Beats) | | 5:05  |
| 2.                                 | Together Again (Tony Humphries 12" Edit Mix)       | | 10:00 |
| 3.                                 | I Get Lonely (Jason vs Janet – The Remix Sessions) | | 8:42  |
| 4.                                 | Go Deep (Vocal Deep Disco Dub)                     | | 8:15  |
| 5.                                 | Every Time (Jam & Lewis Disco Remix)               | | 4:10  |

A Can’t Be Stopped című dal egy rejtett szám, a Special című dal után hallható.

## Kislemezek
- Got ‘Til It’s Gone (1997)
- Together Again (1997)
- I Get Lonely (1998)
- Go Deep (1998)
- You (1998)
- Every Time (1998)

## Helyezések
A The Velvet Rope a Billboard 200 albumslágerlista első helyén nyitott, de viszonylag kevés kelt el belőle az első héten: az USA-ban 202 000 példány. Végül azonban összesen 3,8 millió példány kelt el belőle csak az Egyesült Államokban, és háromszoros platinalemez lett.
| Slágerlista                          | Legfelső helyezés | Minősítés       |
| ------------------------------------ | ----------------- | --------------- |
| USA Billboard 200                    | 1                 | 3× platinalemez |
| USA Billboard Top R&B/Hip-Hop Albums | 2                 |                 |
| Ausztrál slágerlista                 | 4                 | 2× platinalemez |
| Brit slágerlista                     | 6                 | Platinalemez    |
| Dán slágerlista                      | 1                 |                 |
| Dél-afrikai slágerlista              | 1                 |                 |
| Európai összesített slágerlista      | 5                 | Platinalemez    |
| Finn slágerlista                     | 19                |                 |
| Francia slágerlista                  | 5                 |                 |
| Japán slágerlista                    | 1                 | Aranylemez      |
| Kanadai slágerlista                  | 2                 | 3× platinalemez |
| Olasz slágerlista                    |                   | Platinalemez    |
| Osztrák slágerlista                  | 9                 |                 |
| Magyar slágerlista                   | 40                |                 |
| Német slágerlista                    | 5                 | Aranylemez      |
| Norvég slágerlista                   | 4                 |                 |
| Svájci slágerlista                   | 5                 | Platinalemez    |
| Svéd slágerlista                     | 4                 |                 |

## Külső hivatkozások
- The Velvet Rope-kori fényképek